# Hašani (Bosanska Krupa)
Pour les articles homonymes, voir Hašani.
Hašani (en serbe cyrillique : Хашани) est un village de Bosnie-Herzégovine. Il est situé dans la municipalité de Bosanska Krupa, dans le canton d'Una-Sana et dans la fédération de Bosnie-et-Herzégovine. Selon les premiers résultats du recensement bosnien de 2013, il abrite une population inférieure ou égale à 10 habitants.
Avant la guerre de Bosnie-Herzégovine, le village de Hašani faisait entièrement partie de la municipalité de Bosanska Krupa ; à la suite des accords de Dayton (1995), il a été rattaché pour l'essentiel à la municipalité nouvellement créée de Krupa na Uni, intégrée à la république serbe de Bosnie.

## Géographie
Le village d'Hašani est situé dans la région de la Bosanska Krajina au pied du mont Grmeč (1 604 m).

## Démographie

### Évolution historique de la population dans la localité
| 1948 | 1953 | 1961 | 1971 | 1981 | 1991 | 2013 |
| ---- | ---- | ---- | ---- | ---- | ---- | ---- |
| 859  | 890  | 842  | 780  | 618  | 414  | ≤ 10 |

|  |

### Répartition de la population par nationalités (1991)
En 1991, les 414 habitants du village étaient tous serbes,.

## Personnalité
Hašani est le village natal de l'écrivain Branko Ćopić (1915-1984).